# Golubinja
Golubinja (en cyrillique : Голубиња) est un village de Bosnie-Herzégovine. Il est situé dans la municipalité de Žepče, dans le canton de Zenica-Doboj et dans la fédération de Bosnie-et-Herzégovine. Selon les premiers résultats du recensement bosnien de 2013, il compte 365 habitants.

## Géographie
Le village est situé à la confluence de la Željeznica et de la Bosna (un affluent de la Save).

## Démographie

### Évolution historique de la population dans la localité
| 1948 | 1953 | 1961 | 1971 | 1981 | 1991 | 2013 |
| ---- | ---- | ---- | ---- | ---- | ---- | ---- |
| -    | -    | 366  | 479  | 416  | 398  | 365  |

|  |

### Communauté locale
En 1991, la communauté locale de Golubinja comptait 1 291 habitants, répartis de la manière suivante :